# Edward McCarthy
Edward Anthony McCarthy (ur. 10 kwietnia 1918 w Cincinnati, Ohio, zm. 7 czerwca 2005) – amerykański duchowny katolicki, arcybiskup metropolita Miami w latach 1977-1994.

## Życiorys
Urodził się w Cincinnati, gdzie spędził większość swego życia. Został wyświęcony na kapłana dla tamtejszej archidiecezji, a następnie pracował przez wiele lat w kurii m.in. jako sekretarz kolejnych dwóch arcybiskupów Cincinnati (Johna McNicholasa OP i Karla Altera), sędzia w trybunale ds. małżeństw i przewodniczący wielu komisji. W roku 1947 uzyskał doktorat z prawa kanonicznego, a rok później z teologii podczas pobytu w Rzymie.
21 kwietnia 1965 papież Paweł VI mianował go biskupem pomocniczym rodzinnej archidiecezji ze stolicą tytularną Tamascani. Sakry udzielił mu jego ówczesny zwierzchnik Karl Alter. Brał udział w czwartej sesji soboru watykańskiego II. 25 sierpnia 1969 mianowany ordynariuszem nowo utworzonej diecezji Phoenix.
17 września 1976 ogłoszona została jego nominacja na koadiutora podupadającego na zdrowiu arcybiskupa Miami Colemana Carrolla. Sukcesję przejął niespełna rok później po śmierci arcybiskupa. Za jego kadencji wybudowane zostało nowe centrum duszpasterskie, powstały instytucje diecezjalne dla zwiększenia roli świeckich w Kościele, a także wdrożono program diakonatu stałego. Powiększająca się liczba katolików na Florydzie doprowadziła do wydzielenia w roku 1984 z archidiecezji Miami dwóch nowych diecezji (Venice i Palm Beach). Z jego inicjatywy w latach 1985-1988 trwały obrady pierwszego w historii synodu archidiecezji Miami. Za jego rządów gościem w Miami był papież Jan Paweł II, który odprawił tam mszę (1987 r.). Abp McCarthy miał do pomocy trzech (pierwszych w dziejach archidiecezji) biskupów pomocniczych, z których ks. Agustín Román był pierwszym w historii Kościoła amerykańskiego biskupem pochodzenia kubańskiego.
Abp McCarthy zmarł we śnie 7 czerwca 2005 roku. Jedna z katolickich szkół w Southwest Ranches została nazwana jego imieniem.